# Ciaran McGovern
Ciaran Edward James McGovern (* 5. Juni 1989 in Grande Prairie) ist ein kanadischer Volleyballspieler.

## Karriere
McGovern begann seine sportliche Karriere an der Christian High School in Calgary. Seine ersten internationalen Einsätze hatte er als Kapitän der kanadischen Jugend-Nationalmannschaft. 2007 gewann er mit dem Team Alberta den National Team Challenge Cup. Anschließend begann er sein Studium an der University of Calgary und spielte dort in der Universitätsmannschaft Calgary Dinos. 2008 nahm er mit der Junioren-Nationalmannschaft an der NORCECA-Meisterschaft in San Salvador teil. Er gewann die Silbermedaille und erhielt eine individuelle Auszeichnung als bester Zuspieler des Turniers. Im folgenden Jahr erreichte er mit den Junioren den zehnten Platz bei der Nachwuchs-Weltmeisterschaft in Pune. 2010 gewann McGovern mit den Calgary Dinos die nationale Meisterschaft des CIS. Im gleichen Jahr debütierte er in der A-Nationalmannschaft. Im Sommer 2012 nahm der Zuspieler, der durch seine irischen Vorfahren auch einen EU-Pass besitzt, mit Kanada an der Weltliga teil und belegte den zwölften Rang. Anschließend verließ er seine Heimat und wechselte zum slowenischen Erstligisten Go Volley Nova Gorica. Dort wurde er bester Spieler der Liga beim Aufschlag. Von 2013 bis 2015 spielte er beim deutschen Bundesligisten evivo / SWD Powervolleys Düren.